# فرودگاه یونیتی
فرودگاه یونیتی (به انگلیسی: Unity Aerodrome) یک فرودگاه همگانی است . این فرودگاه در کشور کانادا قرار دارد و در ارتفاع ۶۳۷ متری از سطح دریا واقع شده است.